# Caspar David Friedrich – Grenzen der Zeit
Pour plus de détails, voir Fiche technique et Distribution.
Caspar David Friedrich – Grenzen der Zeit (en français, Caspar David Friedrich – Les Limites du temps) est un film franco-allemand réalisé par Peter Schamoni, sorti en 1986.

## Synopsis
Le peintre Caspar David Friedrich vient de mourir et est enterré. Son enterrement est financé par le médecin et peintre Carl Gustav Carus, qui l'a soigné durant ses derniers mois et dut supporter sa misanthropie.
L'œuvre de Friedrich évoque des souvenirs. Durant sa vie, Friedrich n'est pas reconnu, ses images souvent sombres ne répondent pas au goût de l'époque. Bien que le prince Frédéric-Guillaume et le poète russe Vassili Joukovski achètent des tableaux, il ne vit pas assez de son œuvre. Il fait des voyages à l'étranger, souvent en solitaire, coupé des autres hommes comme dans la Suisse saxonne, quelquefois avec Carus. Inspiré par Friedrich, Carus l'emmène dans le nord de l'Allemagne, visiter Rügen et Greifswald, où Friedrich est né. Il tente de lui donner un poste de professeur à l'école des beaux-arts de Dresde, mais les professeurs n'acceptent son travail. Après la mort de Friedrich, ses biens sont mis aux enchères. La pièce la plus chère est une maquette de bateau.
Lors du grand incendie du Palais des glaces de Munich, un grand nombre de tableaux de Caspar David Friedrich disparaît. Il ne reste plus que la moitié de son œuvre. Friedrich explique en voix off qu'un homme qui n'est pas reconnu par ses contemporains dépasse les limites du temps. Il est comme dans un cocon, il faut laisser faire le temps : il en sortira soit une mouche, soit un papillon.

## Fiche technique
- Titre : Caspar David Friedrich – Grenzen der Zeit
- Réalisation : Peter Schamoni assisté de Thomas Blume et de Thomas Nennstiel (de)
- Scénario : Peter Schamoni, Hans A. Neunzig
- Musique : Hans Posegga
- Direction artistique : Alfred Hirschmeier, Dietmar H. Suhr
- Costumes : Christiane Dorst
- Photographie : Gerard Vandenberg
- Son : Rolf Spielmann
- Montage : Katja Dringenberg (de)
- Production : Peter Schamoni, Heinz Willeg (de), Mohr von Chamier
- Sociétés de production : DEFA, Allianz Filmproduktion, Argos Films
- Société de distribution : Filmverlag der Autoren
- Pays d'origine :  Allemagne de l'Est,  Allemagne de l'Ouest,  France
- Langue : allemand
- Format : Couleurs - 1,37:1 - Mono - 35 mm
- Genre : Biographique, documentaire
- Durée : 84 minutes
- Dates de sortie :
  -  Allemagne de l'Ouest : 23 octobre 1986.
  -  Allemagne de l'Est : 27 février 1987.

## Distribution
- Helmut Griem: Carl Gustav Carus
- Sabine Sinjen: Caroline Friedrich (de)
- Hans Peter Hallwachs: Vassili Joukovski
- Walter Schmidinger: Basilius von Ramdohr (de)
- Hans Quest: Ernst Moritz Arndt
- Lothar Blumhagen: Georg Andreas Reimer
- Otto Sander: L'huissier
- Friedrich Schoenfelder: Le directeur du musée
- Manfred Günther: L'historien de l'art Andreas Aubert (de)
- Eric Vaessen: Le directeur de l'académie von Eckstädt
- Udo Samel: L'huissier
- Herbert Weissbach: Le conservateur du musée
- Wolfgang Greese: Professeur Ferdinand Hartmann
- Gerd Staiger: Professeur Johann von Rössler
- Joachim Tomaschewsky: Johann Gottlob von Quandt (de)
- Eleonore Weisgerber: Anna Arndt
- Jochen Bott: Dambach
- Heinz-Dieter Knaup: Professeur von Vogelstein
- Oliver Korittke: Le prince de Saxe
- Peter Pauli: Professeur Josef Mathias Grassi
- Christian Schmidt: Le prince Frédéric-Guillaume
- Hermann Schmidt-Rahmer: Le prince de Saxe
- Oliver Rohrbeck: Gustav Adolf Friedrich, le fils du peintre
- Ulrike Schamoni: Agnes Adelheid Friedrich, la fille du peintre
- Joachim von Ulmann: Le secrétaire de l'académie
- Rolf Hoppe: Friedrich Wieck